# الجدول الزمني لاكتشافات الفيزياء الأساسية
يسرد هذا الجدول الزمني لاكتشافات الفيزياء الأساسية وقوانين الطبيعة، بما في ذلك الاكتشافات التجريبية، والمقترحات النظرية التي أُكِّدَت تجريبياً، والنظريات التي أثرت تأثيرًا كبيرًا على التفكير الحالي في الفيزياء الحديثة. غالبًا ما تكون هذه الاكتشافات عملية متعددة الخطوات ومتعددة الأشخاص. يحدث الاكتشاف المتعدد أحيانًا عندما تكتشف مجموعات بحثية متعددة نفس الظاهرة في نفس الوقت تقريبًا، وغالبًا ما تكون الأسبقية العلمية محل خلاف. تتضمن القوائم أدناه بعضًا من أهم الأشخاص والأفكار حسب تاريخ النشر أو التجربة.

## العصور القديمة
- القرن السادس قبل الميلاد - المدرسة الأيونية للفلاسفة اليونانيين: بداية علم الكونيات والفلسفة الطبيعية
- 610-546 قبل الميلاد - أناكسيماندر: مفهوم الأرض تطفو في الفضاء[1]
- 585 قبل الميلاد - طاليس: توقع كسوف الشمس
- 460-370 قبل الميلاد - ديموقريطوس: الذرية عبر تجربة فكرية
- 384–322 قبل الميلاد - أرسطو: الفيزياء الأرسطية، أقدم نظرية فعالة للفيزياء[2]
- 367-282 قبل الميلاد - بطليموس: نظام مركزية الأرض البطلمي، نموذج ظاهري شبه دقيق لحركات الكواكب
- 300 قبل الميلاد - إقليدس: الهندسة الإقليدية
- 250 قبل الميلاد - أرخميدس: مبدأ أرخميدس
- 310-230 قبل الميلاد - أرسطرخس الساموسي: يقترح نموذجًا لمركزية الشمس[3]
- 276–194 قبل الميلاد - إراتوستينس: قياس محيط الأرض
- 190-150 قبل الميلاد - سلوقس السلوقي: دعم مركزية الشمس على أساس العقل والمنطق[4]
- 220-150 قبل الميلاد - أبلونيوس البرغاوي وهيبارخوس: اختراع الأسطرلاب
- 205-86 قبل الميلاد - هيبارخوس أو غير معروف: آلية أنتيكيثيرا، حاسوب تماثلي لحركات الكواكب
- 129 قبل الميلاد - هيبارخوس: تحديد بداية الاعتدالات، كتالوج نجوم السماء بالكامل.[5]

## العصور الوسطى
- 500 للميلاد - يوحنا النحوي: نظرية الدفع
- 984 - ابن سهل: قانون الانكسار
- 1010 - ابن الهيثم: البصريات، مفهوم أن سرعة الضوء محدودة
- حوالي 1030 - ابن سينا: مفهوم القوة
- حوالي 1050 - البيروني: سرعة الضوء أكبر بكثير من سرعة الصوت
- حوالي 1100 - البغدادي: نظرية الحركة مع التمييز بين السرعة والتسارع[6]

## القرن السادس عشر
- 1514 - نيكولاس كوبرنيكوس: مركزية الشمس
- 1589 - غاليليو غاليلي: تجربة جاليلو على برج بيزا المائل

## القرن السابع عشر
- 1609، 1619 - يوهانس كيبلر: قوانين كيبلر للحركة الكوكبية
- 1610 - غاليليو غاليلي: يستخدم المقراب، الذي اخترع سابقًا في هولندا، لاكتشاف أقمار المشتري الغاليلية.
- 1613 - غاليليو غاليلي: القصور الذاتي
- 1621 - ويلبرورد سنيليوس: قانون سنيل
- 1632 - مبدأ غاليليو (قوانين الحركة هي نفسها في جميع الإطارات القصورية)
- 1660 - بليز باسكال: مبدأ باسكال
- 1660 - روبرت هوك: قانون هوك
- 1662 - روبرت بويل: قانون بويل
- 1676 - أوول رومر: تحديد رومر لسرعة الضوء المنتقل من أقمار كوكب المشتري.
- 1678 - كريستيان هوغنس: نظرية الموجات الرياضية للضوء، التي نشرت في أطروحته على الضوء
- 1687 - إسحاق نيوتن: قوانين نيوتن للحركة، وقانون الجذب العام لنيوتن[7]

## القرن الثامن عشر
- 1782 - أنطوان لافوازييه: قانون حفظ الكتلة
- 1785 - شارل أوغستان دي كولوم: تأكيد قانون التربيع العكسي لكولوم للشحنات الكهربائية[8]

## القرن التاسع عشر
- 1801 - توماس يونغ: نظرية موجة الضوء
- 1803 - جون دالتون: النظرية الذرية للمادة
- 1806 - توماس يونغ: الطاقة الحركية
- 1814 - أوغستان-جان فرينل: نظرية الموجة للضوء، التداخل البصري
- 1820 - أندريه ماري أمبير، وجان بابتيست بيو، وفيليكس سافار: دليل على التفاعلات الكهرومغناطيسية (قانون بيو-سافار)
- 1824 - سعدي كارنو: تحليل لدورة الغاز المثالي (دورة كارنو)، محرك احتراق داخلي
- 1826 - قانون أمبير الدائري
- 1827 - جورج سيمون أوم: المقاومة والموصلية الكهربائية
- 1831 - مايكل فاراداي: قانون فاراداي للحث
- 1838 - مايكل فاراداي: خطوط القوة
- 1838 - فلهيلم إدوارد فيبر وكارل فريدريش غاوس: المجال المغناطيسي للأرض
- 1842-43 - اللورد كيلفن ويوليوس ماير: حفظ الطاقة
- 1842 - كريستيان دوبلر: تأثير دوبلر
- 1845 - مايكل فاراداي: تأثير فاراداي (تفاعل الضوء والمجال المغناطيسي)
- 1847 - هرمان فون هلمهولتز وجيمس بريسكوت جول: حفظ الطاقة (مساهمة أخرى)
- 1850-51 - اللورد كيلفن ورودولف كلاوزيوس: القانون الثاني للديناميكا الحرارية
- 1857-59 - رودولف كلاوزيوس وجيمس كليرك ماكسويل: النظرية الحركية للغازات
- 1861 - غوستاف روبرت كيرشهوف: الجسم الأسود
- 1861-62 - معادلات ماكسويل
- 1863 - رودولف كلاوزيوس: إنتروبيا
- 1864 - جيمس كليرك ماكسويل: النظرية الديناميكية للمجال الكهرومغناطيسي (الإشعاع الكهرومغناطيسي)
- 1867 - جيمس كليرك ماكسويل: في النظرية الديناميكية للغازات (النظرية الحركية للغازات)
- 1871-89 - لودفيغ بولتزمان وجوزيه غيبس: الميكانيكا الإحصائية (معادلة بولتزمان، 1872)
- 1873 - جيمس كليرك ماكسويل: رسالة في الكهرباء والمغناطيسية
- 1884 - اشتق لودفيغ بولتزمان قانون ستيفان-بولتزمان
- 1887 - إدوارد مورلي وألبرت ميكلسون: تجربة ميكلسون ومورلي
- 1887 - هاينريش هيرتز: الموجات الكهرومغناطيسية
- 1888 - يوهانس رايدبيرغ: صيغة ريدبرغ
- 1889، 1892 - هندريك أنتون لورنتس: نظرية الأثير للورنتس
- 1893 - فلهلم فيين: قانون فين للإزاحة لإشعاع الجسم الأسود
- 1895 - فيلهلم كونراد رونتغن: الأشعة السينية
- 1896 - هنري بيكريل: النشاط الإشعاعي
- 1896 - بيتر زيمن: تأثير زيمان
- 1897 - جوزيف جون طومسون: اكتشف الإلكترون

## القرن العشرون
- 1900 - ماكس بلانك: صيغة لإشعاع الجسم الأسود، الحل الكمي لمسألة الكارثة فوق البنفسجية
- 1904 - نظرية البودينج لجوزيف جون طومسون للذرة 1904
- 1905 - ألبرت أينشتاين: النسبية الخاصة، يقترح الفوتون لشرح التأثير الكهروضوئي، الحركة البراونية، معادلة الكتلة والطاقة
- 1911 - إرنست رذرفورد: اكتشاف النواة الذرية (نموذج رذرفورد للذرة)
- 1911 - هايك كامرلينغ أونس: الموصلية الفائقة
- 1913 - نيلز بور: نموذج بور للذرة
- 1915 - ألبرت أينشتاين: النسبية العامة
- 1916 - مصفوفة شوارزشيلد المترية للجاذبية خارج كرة كبيرة
- 1919 - آرثر إدينغتون: تأكيد انحناء الضوء كدليل على النسبية العامة
- 1919-1926 - نظرية كلوزا-كلاين تقترح توحيد الجاذبية والكهرومغناطيسية
- 1922 - اقترح ألكسندر فريدمان تمدد الكون
- 1922-1937 - النموذج الكوني مترية فريدمان-لوميتر-روبرتسون-ووكر
- 1923 - تجربة شتيرن-غيرلاخ
- 1923 - إدوين هابل: اكتشاف المجرات
- 1923 - آرثر كومبتون: تأكيد الطبيعة الجسيمية للفوتونات من خلال ملاحظة زخم الفوتون
- 1924 - إحصاء بوز-أينشتاين
- 1924 - لويس دي بروي: موجة دي برولي
- 1925 - فيرنر هايزنبيرغ: ميكانيكا المصفوفة
- 1925-27 - نيلز بور وماكس بلانك: ميكانيكا الكم
- 1925 - فهم هيكلية النجوم
- 1926 - إحصاء فيرمي ديراك
- 1926 - إرفين شرودنغر: معادلة شرودنغر
- 1927 - فيرنر هايزنبيرغ: مبدأ الريبة
- 1927 - جورج لومتر: الانفجار العظيم
- 1927 - بول ديراك: معادلة ديراك
- 1927 - تفسير ماكس بورن لمعادلة شرودنغر
- 1928 - اقترح بول ديراك الجسيم المضاد
- 1929 - إدوين هابل: تأكيد تمدد الكون
- 1932 - كارل ديفيد أندرسون: اكتشاف المادة المضادة
- 1932 - جيمس تشادويك: اكتشف النيوترون
- 1933 - اختراع المجهر الإلكتروني بواسطة إرنست روسكا
- 1935 - سابرامانين تشاندراسخار: حد شاندراسيخار لانهيار الثقب الأسود
- 1937 - اكتشاف الميوون بواسطة كارل ديفيد أندرسون وسيث نيدرماير
- 1938 - بيوتر كابيتسا: اكتشف الميوعة الفائقة
- 1938 - اكتشف أوتو هان وليز مايتنر وفريتز ستراسمان الانشطار النووي
- 1938-1939 - تشرح تفاعلات الانصهار النجمي إنتاج الطاقة في النجوم
- 1939 - اكتشاف انشطار اليورانيوم
- 1941 - صيغة تكامل المسار
- 1944 - نظرية المغناطيسية في 2D: نموذج إيزينج
- 1947 - سيسل باول، جوزيبي أوكياليني، سيزار لاتيس: اكتشاف البيون
- 1948 - ريتشارد فاينمان، شينيتشيرو توموناغا، جوليان شفينجر، فريمان دايسون: الديناميكا الكهربائية الكمية
- 1948 - اختراع الميزر والليزر من قبل تشارلز تاونز
- 1948 - مخططات فاينمان
- 1956 - اكتشاف إلكترون نيوترينو
- 1956-57 - اكتشاف انتهاك التكافؤ أثبت بواسطة شين شيونغ وو
- 1957 - نظرية بي سي أس تشرح الموصلية الفائقة
- 1959-60 - تُنُبِأ وأُكِّدَ دور الطوبولوجيا في فيزياء الكم [بحاجة لمصدر]
- 1962 - نظرية (SU(3 للتفاعلات القوية
- 1962 - اكتشاف ميوون نيترينو
- 1963 - شين شيونغ وو: أكدت نظرية التيار المتجه المحفوظة للتآثر الضعيف
- 1963 - موري جيلمان وجورج زفايج: التنبؤ بالكوارك
- 1964 - بدأت نظرية بل الدراسة الكمية للتشابك الكمي
- 1967 - توحيد التآثر الضعيف والكهرومغناطيسية (النظرية الكهروضعيفة)
- 1967 - اكتشاف مشكلة نيوترينو الشمس
- 1967 - اكتشاف النجوم النابضة (النجوم النيوترونية الدوارة)
- 1968 - العثور على أدلة تجريبية للكواركات
- 1968 - فيرا روبين: نظريات المادة المظلمة
- 1970-73 - اختراع النموذج القياسي للجسيمات الأولية
- 1971 - الميوعة الفائقة للهيليوم-3
- 1971-1975 - مايكل فيشر، كينيث ويلسون، وليو كادانوف: مجموعة إعادة التطبيع
- 1972 - إنتروبيا الثقب الأسود
- 1974 - تنبؤ إشعاع الثقب الأسود (إشعاع هوكينغ)
- 1974 - اكتشاف الكوارك الساحر
- 1975 - العثور على التاوون
- 1977 - العثور على الكوارك القعري
- 1980 - الغرابة كإشارة لبلازما الكوارك-الغلوونية المتوقعة[9]
- 1980 - اقترح ريتشارد فاينمان الحوسبة الكمومية
- 1980 - تأثير هول الكمي
- 1981 - اقتراح نظرية آلان غوث للتضخم الكوني
- 1981 - اكتشاف تأثير هول الكمي الجزئي
- 1984 - ملاحظة بوزونات W وZ مباشرة
- 1984 - أول تطبيق مختبري للتشفير الكمومي
- 1993 - اقتراح النقل الكمي لحالات غير معروفة
- 1994 - اكتشاف خوارزمية شور، وبدأت الدراسة الجادة للحوسبة الكمومية
- 1994-1997 - نظرية الأوتار المصفوفية/نظرية-إم
- 1995 - فولفجانج كيترلي: تكاثف بوز-أينشتاين
- 1995 - اكتشاف الكوارك القمي
- 1998 - اكتشاف تسارع توسع الكون من خلال مشروع المستعرات العظمى الفلكي وفريق البحث عن المستعرات العظمي العالية
- 1998 - إنشاء تذبذب نيوترينو الغلاف الجوي
- 1999 - لين هاو: عرض تجريبي لتباطؤ الضوء

## القرن الحادي والعشرين

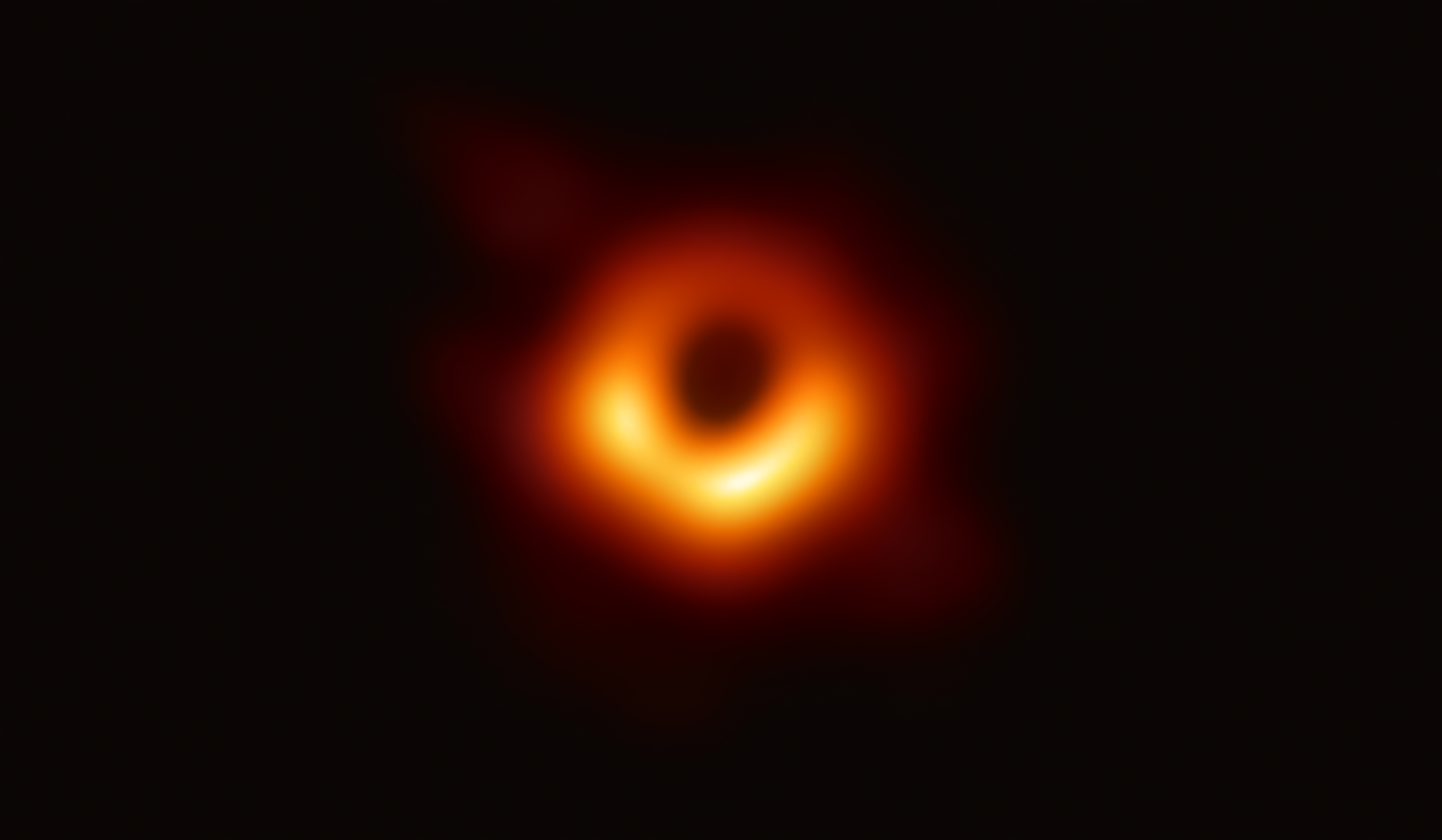
الثقب الأسود الفائق داخل نواة المجرة الإهليلجية العملاقة مسييه 87 التابعة لكوكبة العذراء. تعدّ هذه الصورة أول صورة حقيقية لثقب أسود، وتعود لشبكة مقراب أفق الحدث، وتظهر فيها بقعة مظلمة أمام حلقة تضيء بشكل خافت، وعُرضت لأول مرة خلال ستة مؤتمرات صحفية متزامنة في العاشر من أبريل عام 2019.

- 2000 - العثور على بلازما الكوارك-الغلوونية[10]
- 2000 - العثور على تاو نيترينو
- 2001 - لوحظ تذبذب النيوترينو الشمسي، مما أدى إلى حل مشكلة نيوترينو الشمس
- 2003 - رَصَدَ مسبار ويلكينسون إشعاع الخلفية الكونية الميكروي
- 2004 - عزل وتوصيف الغرافين
- 2007 - الاعتراف بالمقاومة المغناطيسية الكبرى (جائزة نوبل، ألبرت فير وبيتر غرونبيرغ)
- 2008 - تقدم دراسة مدتها 16 عامًا للمدارات النجمية حول الرامي A* لتعطي دليلًا قويًا على وجود ثقب أسود فائق في مركز مجرة درب التبانة
- 2009 - يبدأ المرصد الفضائي بلانك ملاحظاته عن إشعاع الخلفية الكونية الميكروي
- 2012 - العثور على بوزون هيغز بواسطة تجارب لولب مركب للميون[11] وتجربة أطلس[12] في تجارب مصادم الهدرونات الكبير
- 2015 - رصد موجات الجاذبية
- 2016 - الترتيب الطوبولوجي - تحولات الطور الطوبولوجية والترتيب (جائزة نوبل، ديفيد ثاوليس، دنكن هالداين ومايكل كوسترليتز)
- 2019 - أول صورة لثقب أسود
- 2023 - الكشف عن خلفية الموجة الثقالية العشوائية
- 2023 - أول "صورة" لمجرة درب التبانة بالنيوترينوات بدلا من الضوء